# Burgward
Ein Burgward (auch Burgwart) bezeichnete im 10./11. Jahrhundert ein Gebiet, in dessen Zentrum eine Burg (Burgwardsmittelpunkt) mit Schutz- und Lehnfunktionen für die umliegenden Dörfer in Erbuntertänigkeit steht. Der Begriff stammt aus dem Altsächsischen.